# 南奥特鎮區 (伊利諾伊州馬庫平縣)
南奧特鎮區（英語：South Otter Township）是位於美國伊利諾伊州馬庫平縣的一個行政鎮區。

## 地方資料
根據2010年美國人口普查的數據，南奧特鎮區的面積為94.30平方千米，當中陸地面積為92.60平方千米，而水域面積為1.60平方千米。當地共有人口448人，而人口密度為每平方千米4.75人。